# 小小露露秀
《小小露露秀》（英語：The Little Lulu Show）是1995年11月11日至1999年1月21日由美国HBO Family所播放的一部卡通片。全三季，分26个小单元，全52集。

## 作品介绍
原作是一部名叫《小露露》的连载漫画作品，由动画设计师玛乔丽.亨德森.比尔以笔名玛吉的名义在《星期六晚邮》的漫画杂志上所连载的偕趣独幅漫画。随后被西部公司购买了整个《小露露》连环漫画的出版权与制作权，从此玛吉便没有再参加《小露露》漫画的创作，而是转手给了斯坦利及一些漫画家来继续创作，则封面的绘画主要由斯坦利来负责，直至1967年结束。当时该作被誉为所有连环漫画中最好的一部儿童连环漫画。由于人气的壮大，同时还推出漫画连载期刊与报刊连载漫画，后来被改编成为动画片。整个故事描述了一位都市小女孩与男友、邻家小孩之间所上演的一些幽默诙谐的小闹剧。
2000年初，台湾及中国大陆成功购得播放版权，中国大陆于小神龙俱乐部首播，之后又在中国地区的多个动漫频道播出。

## 华语配音
- 露露·莫佩特 - 谢佼娟
- 托比·汤普金斯、葛罗丽亚 - 陶敏嫻
- 露露的父亲 - 陳幼文
- 露露的母親、艾文- 鄭仁君

## 各集标题
第1单元 　　
1. 绿色小精灵
2. 101保姆
3. 都是下雨惹的祸
4. 问题电视
5. 丑小鸭变天鹅

第2单元 　　
1. 安静一点，艾文
2. 露露的溜溜球
3. 小心花瓶
4. 苹果惊喜
5. 爱哭的小艾文

第3单元 　　
1. 男孩与女孩的战争
2. 送给小鸟的
3. 露露爱托比
4. 隧道奇景
5. 野餐大盗

第4单元 　　
1. 大猩猩巨无霸
2. 援助之手
3. 铲雪交易
4. 老狗-新招
5. 鞋子里的鸡蛋

第5单元 　　
1. 经商女孩
2. 小猫喵喵
3. 宠物鸭
4. 肥皂灾难
5. 露露的雨伞服务

第6单元 　　
1. 朋友和敌人
2. 意味着...哈哈哈！
3. 选美比赛
4. 搭公车
5. 富有的穷男孩

第7单元 　　
1. 小男孩炮弹
2. 吃面
3. 鼻子掉了
4. 兵乓嘣
5. 毛绒绒的一天

第8单元 　　
1. 爆米花失窃案
2. 受骗的人
3. 小型龙卷风
4. 小露露梦游
5. 她从空中飞过

第9单元 　　
1. 小朋友糖浆
2. 钉地毯
3. 圣诞夜
4. 新发型
5. 小猪储存罐

第10单元 　　
1. 太空游戏
2. 露露和猫咪
3. 鼓的失踪事件
4. 宝宝-晾衣服
5. 露露成了英雄

第11单元 　　
1. 穷大师
2. 麻烦的树叶
3. 爸爸的生日礼物
4. 盒中的露露
5. 侦探故事

第12单元 　　
1. 假发丢失事件
2. 无籽西瓜
3. 青蛙腿
4. 送水女孩
5. 一次失误的搬迁

第13单元 　　
1. 特别运送
2. 在树上
3. 教训坏孩子
4. 棒极了的画
5. 托比的洋娃娃

第14单元 　　
1. 爸爸的新礼服
2. 魔法时刻
3. 橄榄球明星
4. 捉迷藏
5. 给鬼送药

第15单元 　　
1. 舞伴
2. 香蕉
3. 锁在门外
4. 书里的钱
5. 亲吻游戏

第16单元 　　
1. 绒绒星瓣花
2. 口香糖泡泡趣事
3. 落叶
4. 荡秋千
5. 搬家

第17单元 　　
1. 圣诞树
2. 礼物多多
3. 圣诞老人和雪人
4. 圣诞老人垫子
5. 偷看礼物

第18单元 　　
1. 珠宝偷窃
2. 清扫垃圾
3. 锅子带来运气
4. 人狗同病
5. 幽灵树

第19单元 　　
1. 情人节
2. 请坐
3. 溜溜球
4. 单腿独立
5. 别再拉小提琴了

第20单元 　　
1. 感恩节的火鸡
2. 贝蒂睡觉
3. 藏宝箱
4. 转纸风筝
5. 会跳的豆子

第21单元 　　
1. 照看艾文
2. 露露的猫咪帽子
3. 两个露露
4. 倒看球赛
5. 妈妈的帽子

第22单元 　　
1. 交換犯人
2. 遛狗
3. 气球大会
4. 冒金星
5. 模特儿和骷髅

第23单元 　　
1. 大熊陷阱
2. 鸟？飞机？还是内衣？
3. 影子雪莉
4. 帽子架
5. 养狗

第24单元 　　
1. 魔鬼的真面目
2. 跳绳
3. 露露刺青了
4. 脑力激荡
5. 小姐你真美

第25单元 　　
1. 小小圆桌武士
2. 麻烦的小捣蛋
3. 幸运女神
4. 达阵成功
5. 五个尿布男孩

第26单元 　　
1. 马铃薯小孩
2. 钓鱼之乐
3. 看谁在说话
4. 露露的约会
5. 可爱的兔子托比